# ميناندر

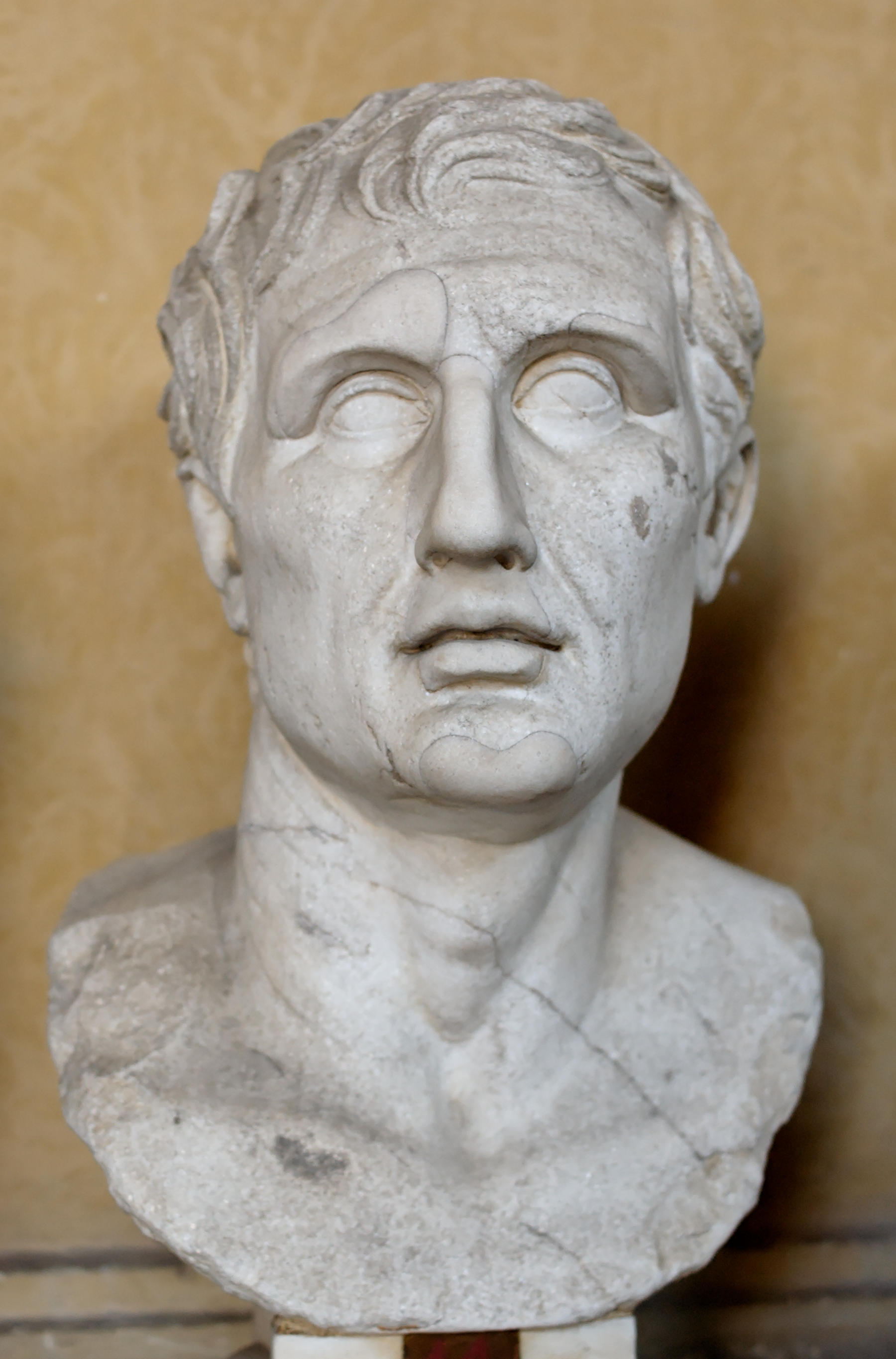
تمثال لميناندير.

ميناندر (342 - 292 ق م) كاتب مسرحي يوناني.
يعد واحدا من أبرز شعراء الكوميديا الإغريقية.

## روابط خارجية
- ميناندر على موقع IMDb (الإنجليزية)
- ميناندر على موقع الموسوعة البريطانية (الإنجليزية)
- ميناندر على موقع إن إن دي بي (الإنجليزية)